# مرادتپه
مرادتپه روستایی از توابع بخش مرکزی شهرستان اشتهارد در استان البرز ایران است. در ۸۴هزارگزی جنوب غربی کرج بر سر راه اشتهارد به بوئین، در جلگه واقع شده‌است آبش از قنات لب شور تأمین می‌شود و محصولش غلات، بن شن، صیفی، لبنیات و شغل مردمش زراعت و گله داری است این روستا درگذشته یکی از روستاهای پرجمعیت بود ولی با کوچ اهالی اش به سمت تهران جمعیتش کم شده این روستا آب وهوای نیمه خشک دارداین روستا یکی از روستاهای قدیمی وباستانی ایران به‌شمار می‌آید

## زبان
ساکنین روستای مرادتپه به زبان تاتی سخن می‌گویند.

## جمعیت
این روستا در دهستان صحت‌آباد قرار دارد و براساس سرشماری مرکز آمار ایران در سال ۱۳۸۵، جمعیت آن ۴۷۰ نفر (۱۳۸خانوار) بوده‌است. درسرشماری ۱۳۹۰ جمعیت این روستا ۳۵۰ نفر بوده است و کوچ این روستایی‌ها به تهران باعث کاسته شدن جمعیت شده در گذشته جمعیت این روستا بسیار بیشتر بود این روستا در زمان ساسانیان مرکزیت ان زمان در بین تمام روستاهای ان منطقه بوده و دلیل ان هم وجود شهر به صورت مجزا و همچنین پرستشگاه به صورت مجزا بوده‌است

## معنی نام
مراد تپه یا موری تپه هردو از نام‌هایی هستند که به این روستا نسبت داده می‌شوند ابتدا نام امروزی ان را مورد مطالعه قرار میدهیم و سپس نام گذشته ان را ۱.مرادتپه ازدوبخش تشکیل شده‌است قسمت مراد که به معنی آرزو می‌باشد و قسمت تپه که به معنا همان تپه می‌باشد و معنی اسم این کلمه می‌شود تپه آرزو دلیل این اسم این است که مردم این روستا از زمان‌های باستان بر تپه‌ای نزدیک روستا که بود روز خاصی می‌رفتند و آرزو می‌کردند واعتقاد داشتند این ارزو براورده می‌شود از این رو اسم ان را مرادتپه یا همان آرزوتپه نامیدند۲.موری تپه موری سنگ‌های کوچکی است که با ان در زمان‌های دور تسبیح درست میکردند و این منطقه مملو از این سنگ‌ها بوده‌است از این رو ان منطقه را در زمان بسیار دور موری تپه می نامیدند .